# 拉略萨
拉略萨，是西班牙瓦伦西亚自治区卡斯特利翁省的一个市镇。总面积10平方公里，总人口908人（2001年），人口密度91人/平方公里。